# Топ-модель по-американски (сезон 24)
Топ-модель по-американски, 24 сезон — двадцать четвёртый сезон американского реалити-шоу «Топ-модель по-американски».
Премьера состоялась 9 января 2018 года. Этот сезон стал вторым сезоном шоу в эфире VH1. Как и в прошлом сезоне, участвовать в проекте могли только девушки. Особенностью сезона стало отсутствие возрастных ограничений для конкурсантов. Тайра Бэнкс, сменив Риту Ору, вернулась на пост ведущей, а в качестве судей выступили Эшли Грэм, Дрю Эллиот и Лоу Роач.
Победительницей шоу стала Кайла Коулмен.

## Призы
- Контракт с агентством Next Model Management.
- Разворот в журнале Paper.
- Чек на 100,000 долларов от компании Pantene.
- Аватар в новой мобильной игре «Топ-модель по-американски».

## Участницы
- Возраст указан на время конкурса.

| Участница                    | Возраст | Рост (м) | Родной город              | Вылет           | Место |
| ---------------------------- | ------- | -------- | ------------------------- | --------------- | ----- |
| Мэгги Китинг                 | 20      | 1.70     | Сюрри, Мэн                | Во 2 эпизоде    | 15    |
| Ивана Томас                  | 23      | 1.78     | Дарем, Северная Каролина  | В 3 эпизоде     | 14    |
| Лиз Харлан                   | 24      | 1.73     | Гринвилл, Массачусетс     | В 4 эпизоде     | 13    |
| Риан Керрекер                | 20      | 1.80     | Ориндж, Калифорния        | В 4 эпизоде     | 12    |
| Кора Фолл                    | 24      | 1.78     | Иствел, Калифорния        | В 5 эпизоде     | 11    |
| Либерти Нетушил              | 20      | 1.70     | Лава Хот Спрингс, Айдахо  | В 6 эпизоде     | 10    |
| Кристина Андерсон-МакДональд | 34      | 1.73     | Дженкитаун, Пенсильвания  | В 7 эпизоде     | 9     |
| Сандра Шехаб                 | 22      | 1.70     | Клифсайд-Парк, Нью-Джерси | В 8 эпизоде     | 8     |
| Бренди Кей Сайнер            | 22      | 1.78     | Нэшвилл, Теннесси         | В 9 эпизоде     | 7     |
| Эрин Грин                    | 42      | 1.75     | Пасадена, Калифорния      | В 10 эпизоде    | 6     |
| Джина Тёрнер                 | 24      | 1.70     | Миннеаполис, Миннесота\|  | В 12/15 эпизоде | 2     |
| Рио Саммерс                  | 23      | 1.78     | Детройт, Мичиган          | В 13 эпизоде    | 5     |
| Шанис Кэрролл                | 25      | 1.75     | Мурфрисборо, Теннесси     | В 15 эпизоде    | 4     |
| Кристиана Казакова           | 32      | 1.78     | Нью-Йорк, Нью-Йорк        | В 15 эпизоде    | 3     |
| Кайла Коулмэн                | 20      | 1.78     | Лэйси, Вашингтон          | В 15 эпизоде    | 1     |

## Резюме
| Место | Эпизоды   | Эпизоды   | Эпизоды   | Эпизоды   | Эпизоды   | Эпизоды                                       | Эпизоды   | Эпизоды     | Эпизоды   | Эпизоды   | Эпизоды   | Эпизоды   | Эпизоды   |
| Место | 2         | 3         | 4         | 5         | 6         | 7                                             | 8         | 9           | 10        | 12        | 13        | 14        | 15        |
| ----- | --------- | --------- | --------- | --------- | --------- | --------------------------------------------- | --------- | ----------- | --------- | --------- | --------- | --------- | --------- |
| 1     | Кора      | Либерти   | Кристиана | Рио       | Кристиана | Брэнди Джина Кристиана Кайла Рио Сандра Шанис | Кайла     | Шанис       | Рио       | Кристиана | Кайла     | Кайла     | Кайла     |
| 2     | Рио       | Джина     | Джина     | Кристиана | Шанис     | Брэнди Джина Кристиана Кайла Рио Сандра Шанис | Джина     | Кристиана   | Кристиана | Кайла     | Кристиана | Кристиана | Кристиана |
| 3     | Эрин      | Брэнди    | Кристина  | Шанис     | Джина     | Брэнди Джина Кристиана Кайла Рио Сандра Шанис | Шанис     | Эрин        | Джина     | Шанис     | Шанис     | Шанис     | Джина     |
| 4     | Джина     | Рио       | Либерти   | Сандра    | Кристина  | Брэнди Джина Кристиана Кайла Рио Сандра Шанис | Эрин      | Рио         | Кайла     | Рио       | Рио       | Джина     | Шанис     |
| 5     | Кристиана | Кайла     | Брэнди    | Кайла     | Эрин      | Брэнди Джина Кристиана Кайла Рио Сандра Шанис | Брэнди    | Джина Кайла | Шанис     | Джина     |           |           |           |
| 6     | Кристина  | Кристина  | Эрин      | Брэнди    | Сандра    | Брэнди Джина Кристиана Кайла Рио Сандра Шанис | Рио       | Джина Кайла | Эрин      |           |           |           |           |
| 7     | Лиз       | Лиз       | Шанис     | Джина     | Рио       | Брэнди Джина Кристиана Кайла Рио Сандра Шанис | Кристиана | Брэнди      |           |           |           |           |           |
| 8     | Кайла     | Кора      | Кайла     | Эрин      | Брэнди    | Эрин                                          | Сандра    |             |           |           |           |           |           |
| 9     | Ивана     | Эрин      | Рио       | Либерти   | Кайла     | Кристина                                      |           |             |           |           |           |           |           |
| 10    | Риан      | Кристиана | Сандра    | Кристина  | Либерти   |                                               |           |             |           |           |           |           |           |
| 11    | Либерти   | Сандра    | Кора      | Кора      |           |                                               |           |             |           |           |           |           |           |
| 12    | Шанис     | Риан      | Риан      |           |           |                                               |           |             |           |           |           |           |           |
| 13    | Сандра    | Шанис     | Лиз       |           |           |                                               |           |             |           |           |           |           |           |
| 14    | Брэнди    | Ивана     |           |           |           |                                               |           |             |           |           |           |           |           |
| 15    | Мэгги     |           |           |           |           |                                               |           |             |           |           |           |           |           |

     Участница исключена
     Участница ушла по собственному желанию
     Участница спасена приглашённым судьёй
     Участница исключена вне судейства
     Участница выиграла в шоу
- В 4 эпизоде Лиз добровольно ушла из конкурса.
- В 7 эпизоде семеро девушек были названы лучшими.
- В 9 эпизоде Джина и Кайла оказались в двойке худших, но не были исключены из-за добровольного ухода Брэнди.
- 11 эпизод стал спец-выпуском.
- В 13 эпизоде была возвращена Джина, после того как Рио исключили.
- В 14 эпизоде Джина была названа худшей, но её оставил в шоу приглашенный судья.